# Sport narodowy
Sport narodowy – dyscyplina sportu uważana za nieodłączną część kultury danego narodu. Niektóre sporty są de facto (nie ustanowionymi przez prawo) sportami narodowymi, np. koszykówka na Litwie czy rugby union w Nowej Zelandii, podczas gdy inne są de iure (ustanowionymi przez prawo) sportami narodowymi, np. taekwondo w Korei Południowej.

## Sporty narodowe de iure
Sporty uznane przez prawo za sporty narodowe:
| Kraj             | Sport                                                     | Rok uznania za sport narodowy | Podstawa prawna                     | Źródło |
| ---------------- | --------------------------------------------------------- | ----------------------------- | ----------------------------------- | ------ |
| Argentyna        | Pato                                                      | 1953                          | Dekret argentyński nr 17468         | [ 1 ]  |
| Bangladesz       | Kabaddi                                                   | 1972                          |                                     | [ 2 ]  |
| Bhutan           | Łucznictwo                                                | 1971                          |                                     | [ 3 ]  |
| Brazylia         | Capoeira                                                  | 1972                          |                                     | [ 4 ]  |
| Kanada           | Lacrosse (lato) Hokej na lodzie (zima)                    | 1994                          | Ustawa o sportach narodowych Kanady | [ 5 ]  |
| Chile            | Rodeo                                                     | 1962                          |                                     | [ 6 ]  |
| Kolumbia         | Tejo                                                      | 2000                          | Ustawa kolumbijska nr 613           | [ 7 ]  |
| Iran             | Varzesh-e Bastani, zapasy, polo                           | 1976                          |                                     | [ 8 ]  |
| Meksyk           | Charrería                                                 | 1933                          |                                     | [ 9 ]  |
| Namibia          | Piłka nożna, netball, rugby union                         | 2018                          |                                     | [ 10 ] |
| Nepal            | Siatkówka                                                 | 2017                          |                                     | [ 11 ] |
| Filipiny         | Arnis                                                     | 2009                          | Ustawa Republiki nr 9850            | [ 12 ] |
| Portoryko        | Jazda konna Paso Fino                                     | 1966                          | Ustawa Portoryko nr 64 z 2000 r.    | [ 13 ] |
| Korea Południowa | Taekwondo                                                 | 2018                          |                                     | [ 14 ] |
| Urugwaj          | Destrezas Criollas (umiejętności kreolskie [tj. gauchów]) | 2006                          | Ustawa urugwajska nr 17958          | [ 16 ] |